# María Dolores Jiménez
María Dolores Jiménez Ruz (nació en 1974 en Montalbán de Córdoba, España) es ingeniera agrónoma de profesión, titulada de la Universidad Politécnica de Madrid y desde 2002 entró en la política participando de la candidatura del Partido Popular de Lepe, Huelva, aunque sin perder su condición de independiente, y consiguió llegar al gobierno local en virtud de un pacto con el Partido Andalucista. En el municipio se desempeñó como Teniente de alcalde de economía. Consultada sobre sus aficiones y anhelos personales, ha dicho que le fascina correr, leer (y hablar sobre lo leído), leer el El País los sábados por la mañana, viajar, la cultura árabe y piensa en la posibilidad de vivir en África. También practica el naturismo. En la actualidad está separada y tiene una hija.

## Polémica al desnudo
En enero de 2007 se convirtió en la gran sensación mediática de Europa al presentarse a un concurso de belleza local, Miss Lepe Urbana promoviendo su candidatura con un sugerente desnudo, el cual fue publicado en la portada de la revista Lepe Urbana. El número se agotó rápidamente y pronto la noticia suscitó la atención de la prensa mundial, en una situación inesperada que sorprendió incluso a la desinhibida funcionaria municipal, quien ciertamente no ganó el certamen ni los 500 Euros de premio, pero adquirió un estatus de celebridad por el morbo que produjo en la opinión pública el ver a una mujer de importante investidura política en destape. Su partido fue paulatinamente restándole atribuciones hasta que, según fue convenido con sus propios correligionarios, María Dolores abandonó la política.
Ese mismo año posó nuevamente desnuda, en una sesión de estudio realizada en Madrid y con un matiz más erótico y fetichista, para el semanario español Interviú en su edición del 16 al 22 de abril de 2007 para lo cual cobró 60.000 euros. El fotorreportaje titulado La Erótica del Poder también hizo del número un éxito de ventas en España y nuevamente causó revuelo en torno a la atractiva María Dolores.